# Héronchelles
 Héronchelles  es una población y comuna francesa, en la región de Normandía, departamento de Sena Marítimo, en el distrito de Rouen y cantón de Buchy.

## Demografía
| 108 | 88 | 102 | 91 | 102 | 89 |
| Para los censos de 1962 a 1999 la población legal corresponde a la población sin duplicidades (Fuente: INSEE [Consultar]) |    |     |    |     |    |